# Zaymus Gyula
Zaymus Gyula (Álnevei: Caysz, Jules, Sailor; Zoványi Gyula; Budapest, 1893. május 17. – Budapest, 1967. január 25.) író, római katolikus lelkész, plébános, címzetes apát, aki arról is nevezetes, hogy az első olyan magyar pap volt, aki Chesterton mintájára detektívregényeket is írt.

## Élete
Szülei Zaymus Cyrill és Hölbling Aurélia voltak. Gimnáziumi tanulmányait Budapesten, a teológiait Esztergomban végezte. 1918. július 7-én szentelték pappá. A Budapesti Egyetemen szerezte meg teológiai doktorátusát. Kezdetben hitoktató volt a Katholikus Patronage Egyesület intézetében.
1920-tól káplán és hitoktató volt Budapesten a Külső-Lipótvárosban. A Pannonia utcai elemi iskola alagsorában létesített Jézus Szíve kápolnát, és megszervezte az egyházközséget.
1923-tól volt a Budapest külsőlipótvárosi plébánia adminisztrátora, majd 1929-től nyugállományba vonulásáig plébánosa, címzetes apát. Munkatársa volt az Élet, az Új Élet, a Képes Krónika, a Nemzeti Újság, az Ország-Világ című lapoknak, tagja a Szent István Társulatnak. 1940-ben lett a Szent István Akadémia III. osztályú tagja.
Műveinek többsége a Szent István Társulat gondozásában illetve a Korda Rt. kiadásában jelentek meg. „Vallásos szemlélettel megírt romantikus elbeszélései, történetei, fantasztikus és detektívregényei” az Új Élet regénytárban (Központi Sajtóvállalat), néhány a Palladisnál jelent meg.
„Képzeletgazdag, néha fantasztikus, kísérteties mesevilágot teremtett. Nyelvezete csiszolt, szereplőit jól beszélteti, cselekményei fordulatosak.”
Könyveiből származó bevételeit az új templom építésére fordította, melyet 1933. október 15-én Árpádházi Boldog Margit tiszteletére szenteltek.

## Művei
- Capo di Monte – A koldus király, versek, szerzői kiadás, Budapest, 1922
- Amadeusz, a koldusbarát, elbeszélések, Pesti Könyvnyomda Rt., Budapest, 1925
- Behavazott nyomokon, Pesti Könyvnyomda Rt., Budapest, 1925
- Anatomus[5] – Grand-gignol, Pesti Könyvnyomda Rt., Budapest, 1925
- A boldog végű tévedés, vígjáték, Pesti Könyvnyomda Rt., Budapest, 1925
- Éjféli vendég,[6] regény, Pesti Könyvnyomda Rt., Budapest, 1925 körül; 2. kiadás: 1926
- Nászvirág, regény, Pesti Könyvnyomda Rt., Budapest, 1926
- Djebel-Khuri hercegnő, regény, Pesti Könyvnyomda Rt., Budapest, 1927
- Hull a hó, elbeszélések, Szent István Társulat, Budapest, 1928, A magyar nép könyvtára 14.
- Egetjáró királylány – legendák, Homok – Árpádházi Boldog Margit Templomépítő-bizottság, 1930; 3. kiadás,  Korda Rt., Budapest, 1942
- Jack Guerison végzete, regény, Magyar Nép?, Budapest, 1930[7]
- Beléndeki udvarház, regény, Szegedi Hírlap, Szeged, 1931; 2. kiadás A porcellánmajom című regényével, Korda Rt., Budapest, 1943
- Hárfadal, regény, Szegedi Hírlap, Szeged, 1931
- Marék parázs – Egy külvárosi pap naplójából, regény, Királyi Magyar Egyetemi Ny., Budapest, 1932
- Lámpát szeretnék gyújtani – Egy külvárosi pap naplójából, regény, Új Lap, Budapest, 1934; 2. kiadás: Korda Rt., Budapest, 1941
- Izzó talajon, Mojsza Ny., Budapest, 1935; Magyar Katolikus Írók Könyvei; Magyar Sion, Esztergom, 1938, Magyar Sion könyvek ?.; Korda Rt., Budapest, 1941
- Hontalan gárdista, regény, Magyar Sion, Esztergom, 1935, Magyar Sion könyvei 1.; 3. kiadás: Korda Rt., Budapest, 1942
- Ninon kisasszony, regény, Új Lap, Budapest, 1935;[8] 2. kiad. Korda Rt., Budapest, 1942 | Ninon kisasszony
- A félelmetes kastély, elbeszélések, Új Lap, Budapest, 1936; valamint Központi Sajtóvállalat, 1943, Új Élet regénytár 321.
- Aranyhajú kisfiú, Palladis, Budapest, 1937; Budapest, Ecclesia, 2004, ISBN 963-363-283-8
- Égi kenyér, ifjúsági regény, Palladis, Budapest, 1937, Szent István országa 6.
- Ünnepi köntös – Legendák és elbeszélések, Szent István Társulat, Budapest, 1937
- Báránykák – két kis árvagyermek története,[9] regény, Szent István Társulat, Budapest, 1938
- Én választalak ki titeket, Stephaneum Nyomda, Budapest, 1938
- Ezüstke – Angyalszárnyú történet gyermekeknek,[10] Palladis, Budapest, 1939; Szent István Társulat, Budapest, 1947
- János mester – regényes korrajz a Buda felszabadulását követő időkből, Szent István Társulat, Budapest, 1939 | János mester
- Különös vakáció – kalandos ifjúsági elbeszélés, Szent István Társulat, Budapest, 1940
- A porcelánmajom,[11] detektívregény, Palladis, Budapest, 1940, Félpengős regények
- A rejtélyes örökség, regény, Korda Rt., Budapest, 1940
- Melitta néni kanala, elbeszélések, Stephaneum Ny., Budapest, 1941
- Nyomravezető amulett, detektívregény, Palladis, Budapest, 1941, Félpengős regények
- Séták a katakombákban, Szent István Társulat, Budapest, 1941[12]
- Üres fészket himbál a szél, regény, Szent István Társulat, Budapest, 1941
- A bűvös gyöngy – három szép mese gyermekek számára, Szent István Társulat, Budapest, 1942
- A piros fütyülő, ifjúsági regény, Korda Rt., Budapest, 1942
- Hegynek visz az út, regény, Szent István Társulat, Budapest, 1943
- Illatos fény és egyéb elbeszélések, Korda Rt., Budapest, 1943
- Tajomné dedičstvo. (A rejtélyes örökség) Preložil Jozef Sasineki, Budapest, 1943
- Camillo, lesz még tavaszunk?; Denevértánc (a két regény egy kötetben), Korda Rt., Budapest, 19??; 1943; 1944
- A koldusbarát, regény, Központi Sajtóvállalat, Budapest, 1944, Új Élet regénytár 337.
- Pusztai keringő, regény, Központi Sajtóvállalat, Budapest, 1944, Új Élet regénytár 349.
- A kilencedik, regény, Központi Sajtóvállalat, Budapest, 1944, Új Élet regénytár 355.
- Szégyenfolt, regény, Központi Sajtóvállalat, Budapest, 1944, Új Élet regénytár 368.
- Rejtélyes látogató, Központi Sajtóvállalat, Budapest, 1944, Új Élet regénytár 371.
- Ősök és unokák, regény, Korda Rt., Budapest, 1946
- A suttogó szobor, regény, Szent István Társulat, Budapest, 1946
- Bujdosó táltos, regény Szent Gellért korából, Korda Rt., Budapest, 1947
- Pásztortáska – elbeszélések, Korda Rt., Budapest, 1947
- Rejnárd vár asszonya, regény, 1948
- Elbeszélések,[13] Szent István Társulat, Budapest, 1966
- Az eretnek című elbeszélése a Karácsonyfaerdő – Elbeszélések a karácsonyról című kötetben, Lazi Könyvkiadó, Szeged, 2011, ISBN 9789632671598 (válogatta és szerkesztette: Hunyadi Csaba Zsolt)
- Angyalszárnyakon című elbeszélése a Fenyőfa – A karácsony csodája című kötetben, Lazi Könyvkiadó, Szeged, 2012, ISBN 978-963-267-179-6

## Egyéb
- A Mariazelli zarándoknaptár az 1931. és 1932. évre (2 köt.) Budapest, 1930–31. főszerkesztője, a Magyar szentek naptára az 1932. évre. (Budapest, 1931) szerkesztője.
- Szent Vince – Hitbuzgalmi és karitatív folyóirat, VIII. évfolyam, 1936. december benne Zaymus Gyula és Hadzsy Olga írásai.